# Eugénisme

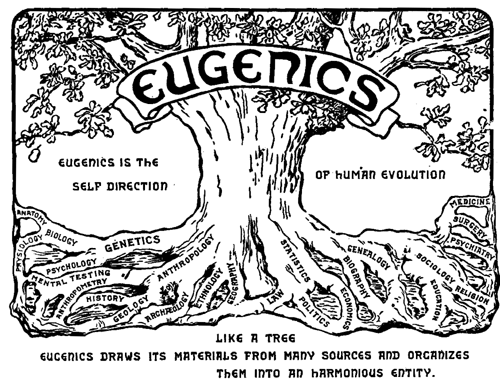
Logo du deuxième Congrès international de l'eugénisme, New York, 1921. Il décrit l'eugénisme comme un arbre dont le tronc est créé à partir des différents champs de connaissances de l'humanité.

L’eugénisme est « l’ensemble des méthodes et pratiques visant à sélectionner le patrimoine génétique de l’espèce humaine. Il peut être le fruit d’une politique délibérément menée par un État et contraire à la dignité humaine. Il peut aussi être le résultat collectif d’une somme de décisions individuelles convergentes prises par les futurs parents, dans une société où primerait la recherche de l’« enfant parfait », ou du moins indemne de nombreuses affections graves ».
Le terme eugenics a été employé pour la première fois en 1883 par le scientifique britannique Francis Galton, dont les travaux participèrent à la constitution de la mouvance eugéniste. Mené par des scientifiques et des médecins, l'eugénisme qui se met en place au tournant du XXe siècle milite pour une politique d'éradication de caractères jugés handicapants ou de développement de caractères jugés bénéfiques. Son influence sur la législation s’est traduite principalement dans trois domaines : la mise en place de programmes de stérilisation contrainte là où la culture dominante le permettait, un durcissement de l’encadrement juridique du mariage et des mesures de restriction ou de promotion de tel ou tel type d’immigration.
En 1906, l'eugénisme se développe aux États-Unis, avec John Harvey Kellogg, qui fournit des fonds pour aider à la création de la « Race Betterment Foundation » à Battle Creek (Michigan). Dans un pays où les lois contre le métissage sont en vigueur depuis le XVIIe siècle, la stérilisation contrainte est pratiquée à partir de 1907. Plus de 64 000 personnes sont ainsi stérilisées entre 1907 et 1963. La Loi d'immigration Johnson-Reed de 1924 est proposée dans un contexte de forte xénophobie visant les immigrants d'Europe orientale et méridionale comme les Juifs issus des pays slaves, les Italiens, les Grecs, les Slaves et les Asiatiques,.
À partir du 14 juillet 1933, le régime nazi adopte une loi visant à éradiquer les maladies héréditaires par l'euthanasie d'enfants handicapés. Dans les décennies qui ont suivi la Seconde Guerre mondiale, l'eugénisme a été largement abandonné, bien que certains pays occidentaux (les États-Unis, le Canada et la Suède) aient continué à pratiquer des stérilisations forcées. En 1983, Singapour a mis en place, ainsi que la Chine, un système qualifié d'eugéniste.
Dans la période contemporaine, les progrès du génie génétique et le développement des techniques de procréation médicalement assistée ouvrent de nouvelles possibilités médicales (diagnostic prénatal, diagnostic préimplantatoire…) qui nourrissent les débats éthiques sur la convergence des techniques biomédicales et des pratiques sélectives. L'eugénisme libéral a émergé comme une alternative non-autoritaire visant à offrir la possibilité aux éventuels parents de modifier génétiquement certaines caractéristiques de leurs futurs enfants.
L'éventuelle résurgence d’une forme d’eugénisme, après des décennies de promotion des droits de l’homme, se heurte à des critiques en dehors du débat éthique. En particulier, l’eugénisme négatif apparaît comme une violation des droits humains fondamentaux, qui incluent le droit de reproduction. D'autre part, l'eugénisme peut aboutir à une perte de diversité génétique, perturbant artificiellement des millions d’années d’évolution humaine.

## Concept
L'eugénisme classique peut se définir comme un programme d'amélioration biologique de populations humaines par sélection artificielle. Elle se donne comme science et comme technique, calquée sur l'amélioration des plantes (par exemple, l'horticulture) et des animaux (élevage domestique).
Cet eugénisme s'est développé dans une période historique déterminée, des années 1860 (après la parution de l'Origine des espèces de Charles Darwin, en 1859) jusqu'à la fin de la Seconde Guerre mondiale.
Jean Gayon distingue quatre « strates » de l'eugénisme à une échelle historique plus vaste, car l'eugénisme s'inscrit dans une longue tradition ancienne, susceptible de persister au XXIe siècle (« retour de l'eugénisme », ou « nouvel eugénisme »).
Avant l'apparition du terme eugénisme, l'idée de sauvegarder les qualités d'une lignée familiale par le contrôle des mariages remonte au moins à l'Antiquité. Dans la République, Platon soutient que, dans la Cité idéale (la Callipolis), l'élite de la société (les gardiens) doit se reproduire uniquement entre elle, afin que la population garde sa qualité ; en utilisant la métaphore animale, il soutient que « il faut de plus élever les enfants des [gardiens], non ceux des [classes laborieuses], si l'on veut maintenir au troupeau toute son excellence ».
Ce thème est repris par la littérature utopique des XVIe et XVIIe siècles, comme Utopia de Thomas More, ou La Cité du Soleil de Tommaso Campanella. Campanella soutient qu'il faut unir les « grasses avec les maigres, et les maigrelettes avec les gros », « pour modérer une qualité par son contraire ».
Perfectionner l'espèce humaine par des mariages judicieux (« faire de beaux enfants ») devient un thème médical, puis politique, notamment avec Condorcet dans Esquisse d'un tableau historique des progrès de l'esprit humain (1795). Selon Gayon, ces idées sont « transculturelles et transhistoriques ».

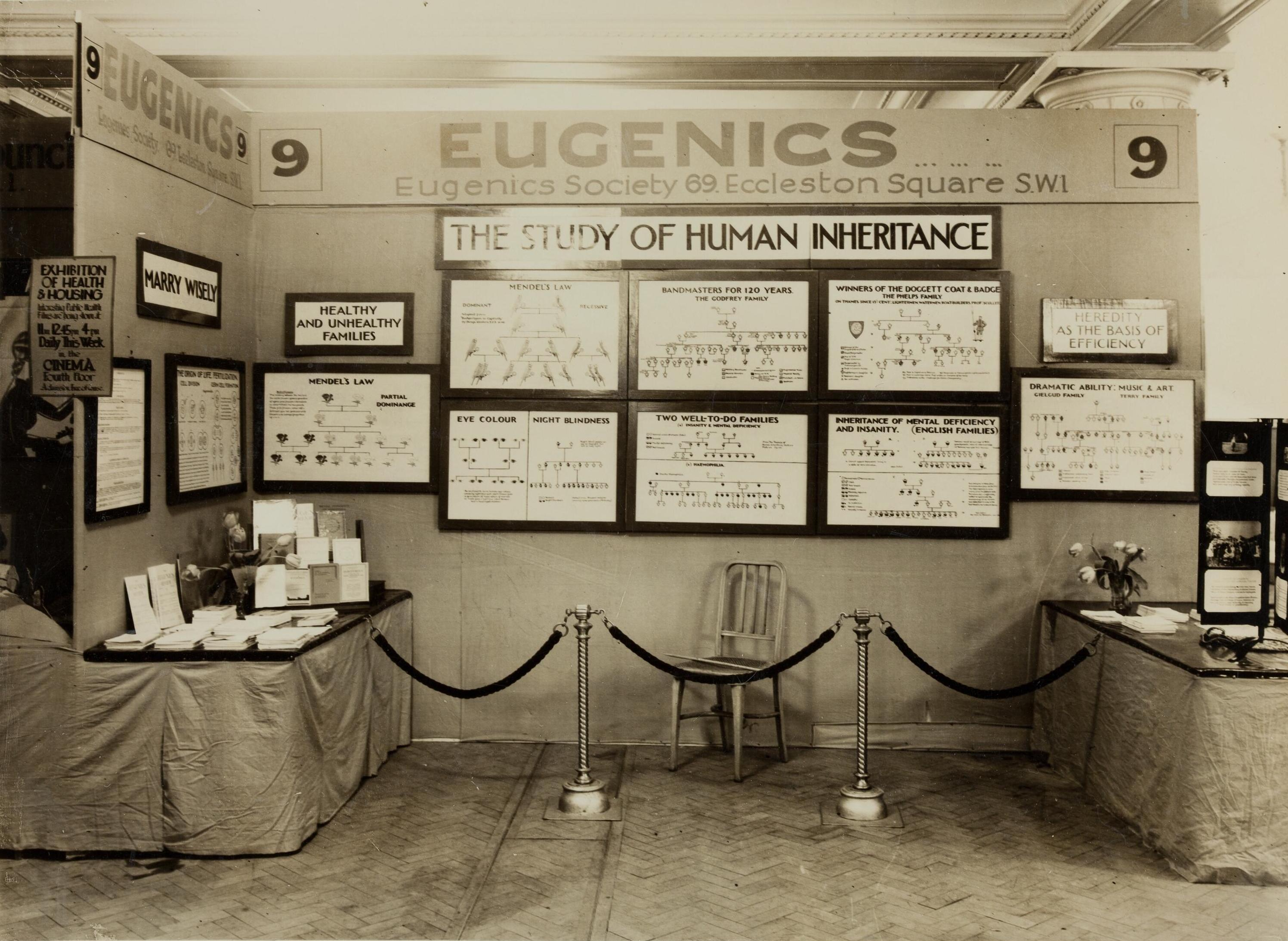
Une exposition des années 1930.

La deuxième strate est représentée par une coupure majeure, avec la création du mot eugénisme par Francis Galton. Les idées précédentes laissent la place à une idéologie complexe et ambiguë, dans un contexte historique précis. L'eugénisme se présente à la fois comme une technoscience et comme une biopolitique, autorisant des interprétations multiples allant de l'hygiénisme humaniste jusqu'au racisme d'État de l'Allemagne nazie.
La troisième strate apparaît à partir des années 1910, où l'eugénisme n'est plus seulement une idéologie, mais aussi une pratique institutionnelle avec des formes juridico-politiques (lois eugénistes) très variées selon les pays. Après la Seconde Guerre mondiale, les termes eugénisme et eugénique sont peu à peu discrédités, jusqu'à associer de fait l'eugénisme et le nazisme.
La quatrième strate est constituée par l'apparition d'un nouveau contexte scientifique. L'eugénisme classique « s'appuyait sur une science de l'hérédité plus fantasmée que réelle ». Avec le développement d'une génétique médicale dans la deuxième moitié du XXe siècle, apparaissent des pratiques et des techniques telles que le conseil génétique, le diagnostic prénatal, le diagnostic préimplantatoire… avec le choix individuel ou parental de poursuivre ou non une grossesse.
Ce serait alors un retour à l'eugénisme (1992), titre de l'ouvrage de Troy Duster (en), d'un eugénisme nouveau ou domestique, où ce n'est pas l'État ou sa biopolitique qui contrôle la population et sa reproduction, mais les individus eux-mêmes qui utilisent les moyens biotechnologiques mis à leur disposition pour éviter des souffrances réelles ou anticipées. D'où l'existence de plusieurs débats éthiques, portant non seulement sur la difficulté de distinguer entre ce qui est eugénique (sens péjoratif) et ce qui ne l'est pas, mais aussi sur les distinctions individu et société, intentions et effets, contrainte et volontariat.

## Origines de l’eugénisme galtonien

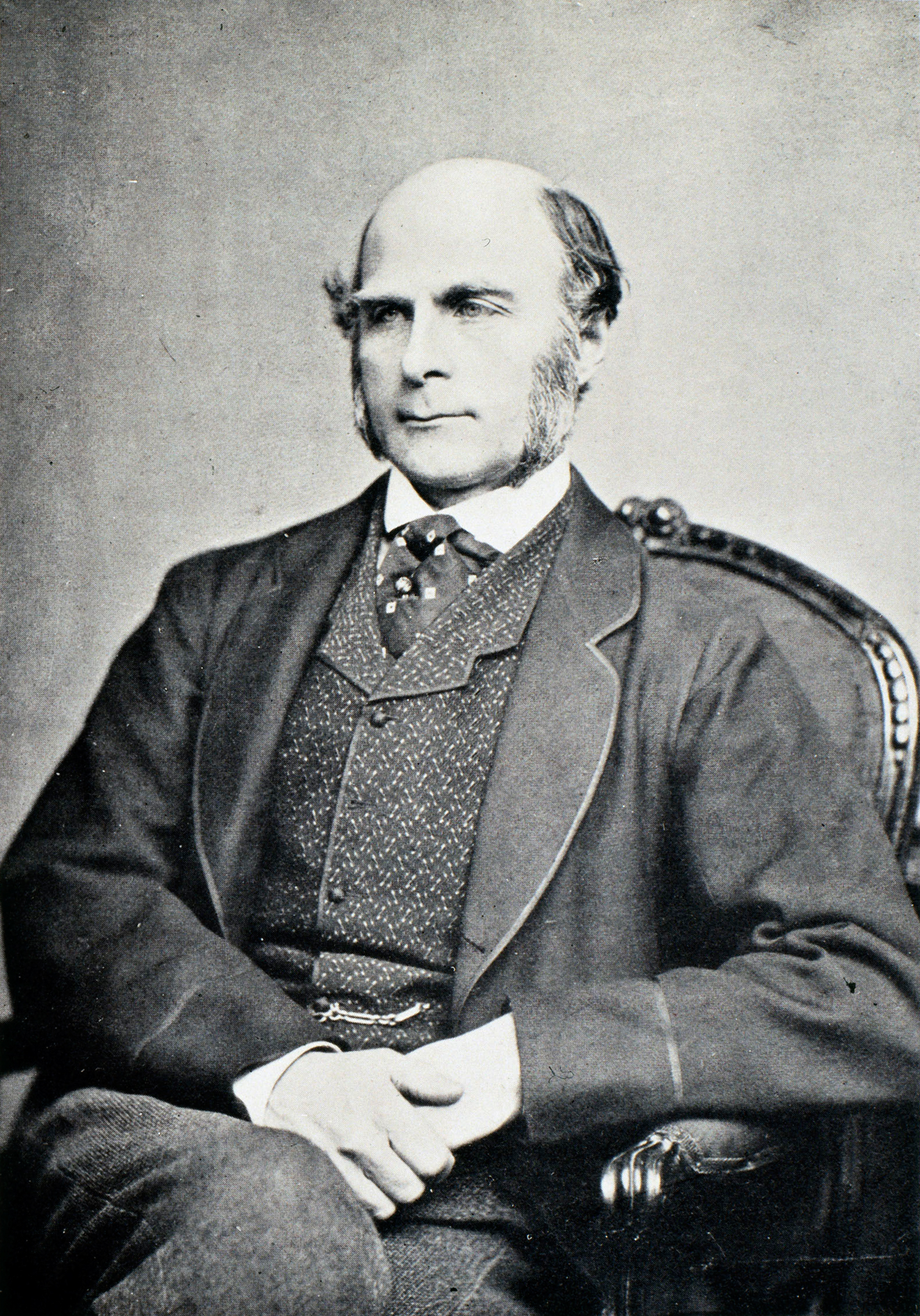
Francis Galton, l'inventeur du terme « eugénisme ».

L'étymologie du mot « eugénisme » est grecque : eu (« bien ») et gennaô (« engendrer »), ce qui signifie littéralement « bien naître ». Ce néologisme a été utilisé pour la première fois en 1883 par le Britannique Francis Galton, cousin de Charles Darwin par le biais d'Erasmus Darwin. La préoccupation de Galton pour l’amélioration de l’espèce humaine précède néanmoins largement l’invention de ce terme. À la fin des années 1850, la lecture de L'Origine des espèces de son cousin Charles Darwin renforce sa conviction sélectionniste. En 1869, dans Hereditary Genius, une étude consacrée au génie des grands hommes britanniques, il conclut à son caractère héréditaire. Il lui paraît alors nécessaire de maintenir les lignées des grands hommes de la nation par une organisation rationnelle des mariages, une discipline qu’il désigne sous le nom de « viriculture ». En 1883, Galton publie Inquiries into human faculty and its development : la viriculture y devient l’eugénisme que Galton considère comme la « science de l’amélioration des lignées » et qu’il entend appliquer aux êtres humains sur le modèle de l’élevage sélectif des animaux.

### Eugénisme, spencérisme, pensée évolutionniste
L'eugénisme ou le galtonisme est souvent amalgamé au spencérisme.
Or, le galtonisme est une conception conservatrice ou néoconservatrice de l'évolution des sociétés forgée par Francis Galton. C'est forcer la sélection naturelle par une sélection artificielle contre des tares supposées, préjugeant une dégénérescence de la société et des individus.
Tandis que le spencérisme est une conception libérale de l'évolution des sociétés forgée par Herbert Spencer. C'est laisser faire la sélection naturelle au sein de la société permettant une régénérescence de la société par elle-même en éliminant naturellement, sans aide extérieure, les moins adaptés à l'environnement social.
Spencerisme et galtonisme sont des pensées évolutionnistes dont la base centrale est exclusivement la sélection naturelle bien que d'autres facteurs soient mis en jeu dans l'évolution de la nature et des sociétés.

### Inquiétude de la dégénérescence
Pour le philosophe Jean-Paul Thomas, « l’eugénisme […] est habité par l’obsession de la décadence ». Dans le contexte de la révolution industrielle, qui provoque un mouvement d’urbanisation et de prolétarisation des populations les plus pauvres, la prolifération désordonnée des classes laborieuses constitue un motif d’inquiétude profond pour les élites victoriennes. Les maux sociaux et sanitaires (tuberculose, syphilis, alcoolisme…) qui se multiplient dans le Royaume-Uni apparaissent comme autant de manifestations de la contamination de l’espèce humaine par les tares congénitales véhiculées par les couches les plus pauvres de la population. Comme l’indique le succès des théories malthusiennes, la différence de fécondité entre classes attire plus particulièrement l’attention des scientifiques britanniques. Galton n’échappe pas à la règle. À terme, les individus les plus pauvres, conçus comme naturellement inférieurs, lui semblent devoir irrémédiablement submerger les représentants des classes sociales aisées qui cumulent les caractéristiques physiques, intellectuelles et morales les plus hautes.

### Séparation sociale
Pour Galton, les classes sociales possèdent des qualités propres, transmises héréditairement. La préservation des qualités des familles de bonne lignée nécessite d’éviter le mélange des sangs qui ne peut conduire qu’à la disparition des caractères les plus hauts de la race humaine. Cette représentation du monde, qui préexiste à ses travaux « eugéniques », le conduit à traduire les différences sociales sur un strict plan biologique. Elle valorise explicitement un modèle d’homme qui correspond précisément au groupe social dont Galton est issu : l’élite de la société britannique correspond pour lui aux professions libérales, aux vieilles familles de l’aristocratie terrienne et aux hommes de science. Les nouvelles fortunes, bâties sur l’industrie et le commerce, ne trouvent pas grâce à ses yeux. Sur le plan politique, l’eugénisme galtonien apparaît ainsi comme une théorie défensive qui vise à protéger un groupe social défini contre une menace largement fantasmée. Sous couvert d’une apparente scientificité, elle revient en effet à préserver le maintien de l’ordre social en exigeant une stricte limitation des unions entre les individus d’origines sociales différentes.

### Civilisation contre la sélection naturelle
Les eugénistes trouvent dans la lecture de L'Origine des espèces de Darwin, et dans le déplacement de ses conclusions à l’espèce humaine, une clé explicative de leur hantise de la décadence. De leur point de vue, la civilisation, en enrayant les mécanismes de la sélection naturelle, court à sa perte. Les dispositifs sociaux de protection des plus pauvres, des malades et des plus faibles en général constituent la première de leurs cibles. Pour Clémence Royer, la première traductrice de Charles Darwin en France, la charité chrétienne puis les valeurs de solidarité développées avec les idées démocratiques ne peuvent que mener à la dégénérescence de la race humaine.
Galton partage largement les positions de Royer. Comme nombre de ses confrères eugénistes après lui, il s’est converti, après la lecture de l’ouvrage phare de son cousin, à un antichristianisme farouche. Sur le plan politique, s’il n’embrasse pas explicitement le credo de l’anthropologue français Vacher de Lapouge qui entendait substituer à la formule révolutionnaire « Liberté, égalité, fraternité » celle de « Déterminisme, Inégalité, Sélection », il s’oppose aux principes de l’égalité naturelle et donc politique des hommes.

### Science, alliée du progrès sociétal?
Malgré la menace de la dégénérescence, l’eugénisme reste marqué par quelque optimisme (voir l'article Scientisme), pourvu que l’homme daigne utiliser les enseignements de la science. Le salut de la civilisation, en tout cas occidentale, passe par la prise en compte par le politique des acquis scientifiques. Galton place ainsi ses espoirs dans la science, présentée comme un substitut préférable aux religions traditionnelles. Vacher de Lapouge résume cette idée, centrale chez les eugénistes, quand il affirme que « c’est la science qui nous donnera […] la religion nouvelle, la morale nouvelle, et la politique nouvelle ». Si les règles sociales sont venues perturber le processus de sélection naturelle, il faut donc pour les eugénistes exercer, en lieu et place de la nature, les mesures sélectives indispensables à l’évolution de l’espèce humaine, bien que pas nécessairement par les mêmes moyens (on peut évoquer par exemple Singapour accordant des primes à des couples dont les deux membres sont issus de l'enseignement supérieur).

### Paradigme héréditariste
L’eugénisme s’appuie, avec la génétique balbutiante, sur la croyance que les capacités et les aptitudes humaines sont déterminées par des caractères biologiques transmissibles. À l’époque de la première formulation des théories eugénistes de Galton, les travaux de Gregor Mendel ne sont pas encore connus de la communauté scientifique. La connaissance des lois de l’hérédité n’est basée que sur l’expérience des agriculteurs dans la sélection de leurs variétés animales et végétales. Toute l’ambition de Galton est de montrer le caractère héréditaire des « capacités naturelles » de l’homme et d’en comprendre le mécanisme de transmission dans le but avoué de découvrir les moyens d’« améliorer la race humaine » sur le modèle de l’élevage animal. Dès 1869, il lui paraît ainsi « tout à fait possible de produire une race humaine surdouée par des mariages judicieux pendant plusieurs générations consécutives ».
Souhaitant découvrir les lois de l’hérédité qui seules pourraient lui permettre de donner une base scientifique à son projet d’amélioration de l’espèce, il adopte une méthode statistique, inédite à l’époque dans le domaine de la biologie, en s’appuyant sur la loi normale gaussienne, dont la densité de distribution dessine une courbe en cloche. Il applique la distribution normale à l’étude des populations, comme l’avait fait peu avant lui le Belge Adolphe Quetelet. Il mesure ainsi les variations par rapport à la moyenne de différents éléments d’une population de pois de senteur et de leur génération suivante, et commence à collecter des données sur la taille et le poids de la population britannique.
Le plus important réside dans le présupposé de sa démarche. Galton applique un schéma explicatif très différent de son confrère belge. Là où Quetelet déduit des régularités statistiques qu’il observe des « causes constantes morales », Galton conclut invariablement à l’origine biologique et héréditaire des phénomènes qu’il étudie. Malgré une méthode innovante, les résultats de Galton furent minces. En 1892, il reconnaît que « le grand problème de l’amélioration de la race humaine n’a pas pour l’instant dépassé le stade de l’intérêt académique ».

## Entre la science et l'idéologie

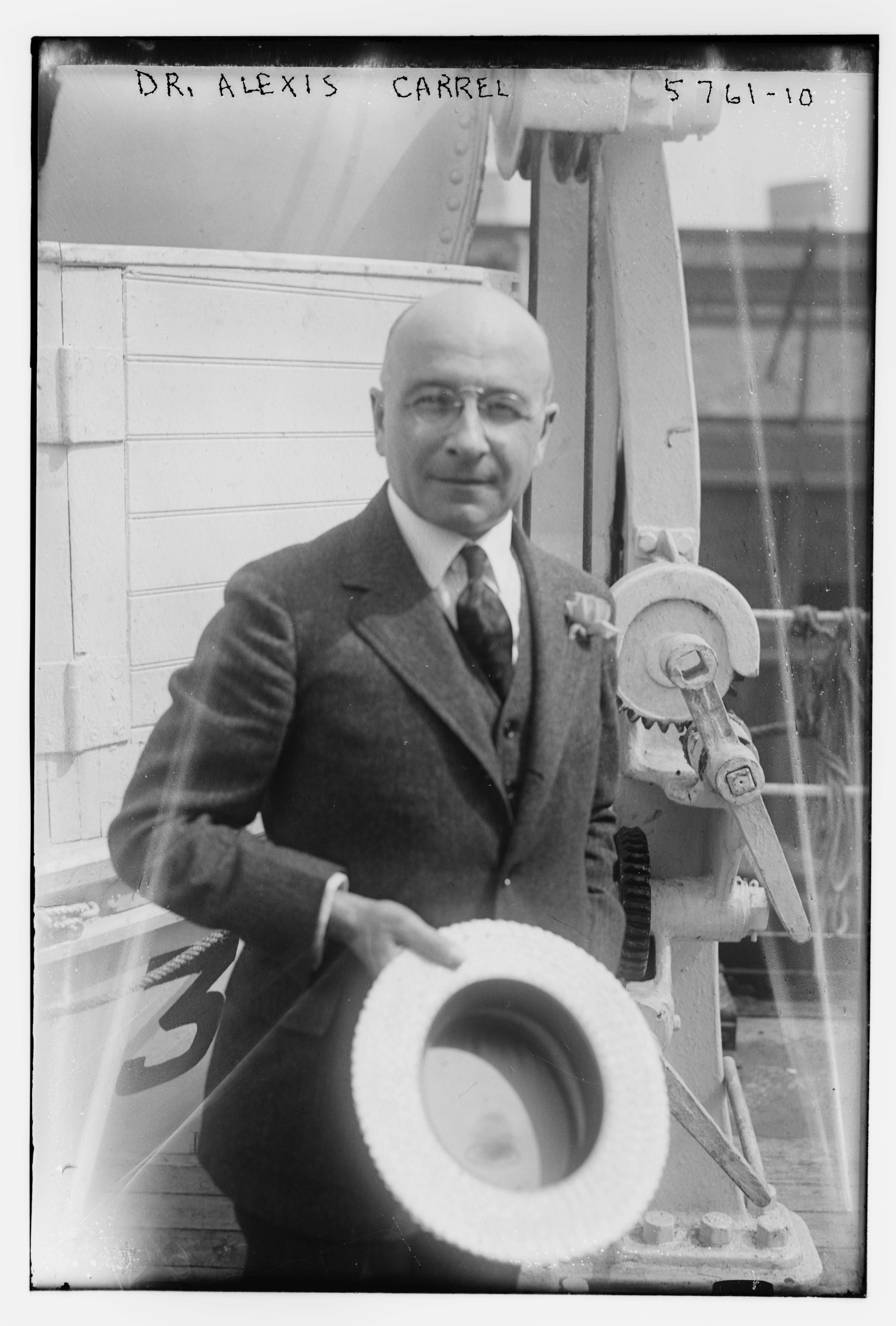
Alexis Carrel, prix Nobel de médecine 1912, connut un succès international avec son essai eugéniste L'homme, cet inconnu.

Une part du succès de l’eugénisme tient aux liens étroits qu’il entretient avec les principaux courants idéologiques de la fin du XIXe siècle : l'évolutionnisme, qu’il soit libéral-spencérien ou marxiste, le malthusianisme, le darwinisme social ou le racisme trouveront tous à s’articuler à l’eugénisme. Comme l’ensemble de ces idéologies, l’eugénisme tire sa légitimité des rapports qu’il entretient avec la science. L’eugénisme peut ainsi être considéré comme une « idéologie scientifique » au sens que lui donne Georges Canguilhem. Il s’appuie sur une science instituée dont il utilise le prestige pour légitimer un projet politique. L’eugénisme partage avec la science biologique des présupposés héréditaristes et, pour un temps, une même approche statistique des populations. Pour André Pichot, ce rapport n’est cependant pas univoque. Si la science biologique participe à la légitimation de la doctrine eugéniste, cette doctrine renforce en retour le rôle social de la science. Le projet eugéniste participe ainsi à la construction de l’image que la science de la fin du XIXe siècle se fait d’elle-même et qu’elle veut refléter aux yeux du reste de la société : l’eugénisme figure aux côtés de la vaccination ou de l’électricité au nombre des bienfaits que la science entend offrir à l’humanité. La génétique naissante et encore mal assurée y trouve la clé de voûte de son projet de recherche et de sa justification idéologique.

### Science

#### Darwin et l'eugénisme
Avant même la définition du terme « eugénisme », Francis Galton s’est inspiré de la théorie de l’évolution de Charles Darwin dans ses travaux, amenant ce dernier à se prononcer sur la question de la doctrine eugéniste naissante. Dans son ouvrage La Filiation de l'homme et la sélection liée au sexe, paru en 1871, Darwin reprend les conclusions de son cousin sur l’hérédité en affirmant qu'il est probable que le « talent » et le « génie » chez l'Homme soient héréditaires. Il lui paraît également vraisemblable que les protections sociales vont à l’encontre de la sélection naturelle. Il se refuse cependant à adopter les conclusions politiques de Galton, plaçant l’esprit de fraternité humaine au-dessus des lois scientifiques : « nous ne saurions restreindre notre sympathie, en admettant même que l’inflexible raison nous en fît une loi, sans porter préjudice à la plus noble partie de notre nature », déclare-t-il ainsi dans le même ouvrage. Ce n’est qu’après la mort de son cousin qui intervint en 1882 que Galton commença à appeler « eugénisme » sa philosophie sociale. Le nom de Darwin y resta cependant durablement attaché, à cause de l’implication de sa famille — outre Galton, son fils Leonard Darwin en fut l’un des promoteurs les plus influents au Royaume-Uni — et des principaux défenseurs du darwinisme dans le développement de la doctrine. Les travaux de Galton scellent en effet une union durable entre la science en général, la génétique en particulier, et la doctrine eugéniste.

#### Génétiquedes populations
Pour André Pichot ou Troy Duster, le succès de l’eugénisme qui s’amplifie au début du XXe siècle est en partie déterminé par des causes internes à l’histoire des sciences, et notamment par la prépondérance de la génétique des populations dans le domaine de la biologie.
L’approche de Galton, qui deviendra la biométrie avec l’apport de Karl Pearson, pose en effet les jalons de la génétique des populations qui restera, avec sa variante mendélienne, l’approche dominante en matière de génétique jusqu’à la Seconde Guerre mondiale. La génétique des populations se fixe l’objectif de découvrir les lois du modèle darwinien de l’évolution en s’appuyant sur des méthodes statistiques. Ses deux axes de recherche principaux sont l’étude de la fréquence de la version des gènes dans une population (fréquence allélique) et le rôle joué par la sélection naturelle dans cette répartition. En s’appuyant sur la génétique des populations, la théorie de l’évolution connut des développements importants jusqu’à la formulation de la théorie synthétique de l'évolution (ou néo-darwinisme) qui constitue toujours le schéma explicatif dominant.
Eugénisme et génétique des populations, dont les origines sont liées à travers les figures de Galton et Pearson, avaient donc des préoccupations et des méthodes très proches : il s’agissait, grâce au recours à l’étude statistique de grands segments de population, de découvrir les lois régissant l’évolution. Une grande partie des représentants de la génétique des populations de la première moitié du XXe siècle a ainsi exprimé des positions eugénistes, militant même souvent ouvertement dans les principales organisations du mouvement. Le biologiste August Weismann (1834-1914), auteur de la théorie du plasma germinatif, était membre de la société d’hygiène raciale allemande. L’Américain Charles Davenport, l’un des principaux promoteurs de la théorie mendélienne aux États-Unis, fut l’un des leaders de l’eugénisme américain. Les prestigieux biologistes Julian Huxley, John Haldane ou Ronald Fisher, tenu pour le fondateur de la génétique moderne, militèrent quant à eux pour un eugénisme moins dur, que l’on qualifiait de « réformiste ».
Au-delà du champ de la biologie, l’inventeur Alexander Graham Bell ou Luther Burbank, un influent agronome américain, ont été d’actifs militants eugénistes. En France les plus célèbres des scientifiques eugénistes furent les prix Nobel de médecine Alexis Carrel et Charles Richet.

### Convergences idéologiques

#### Racisme

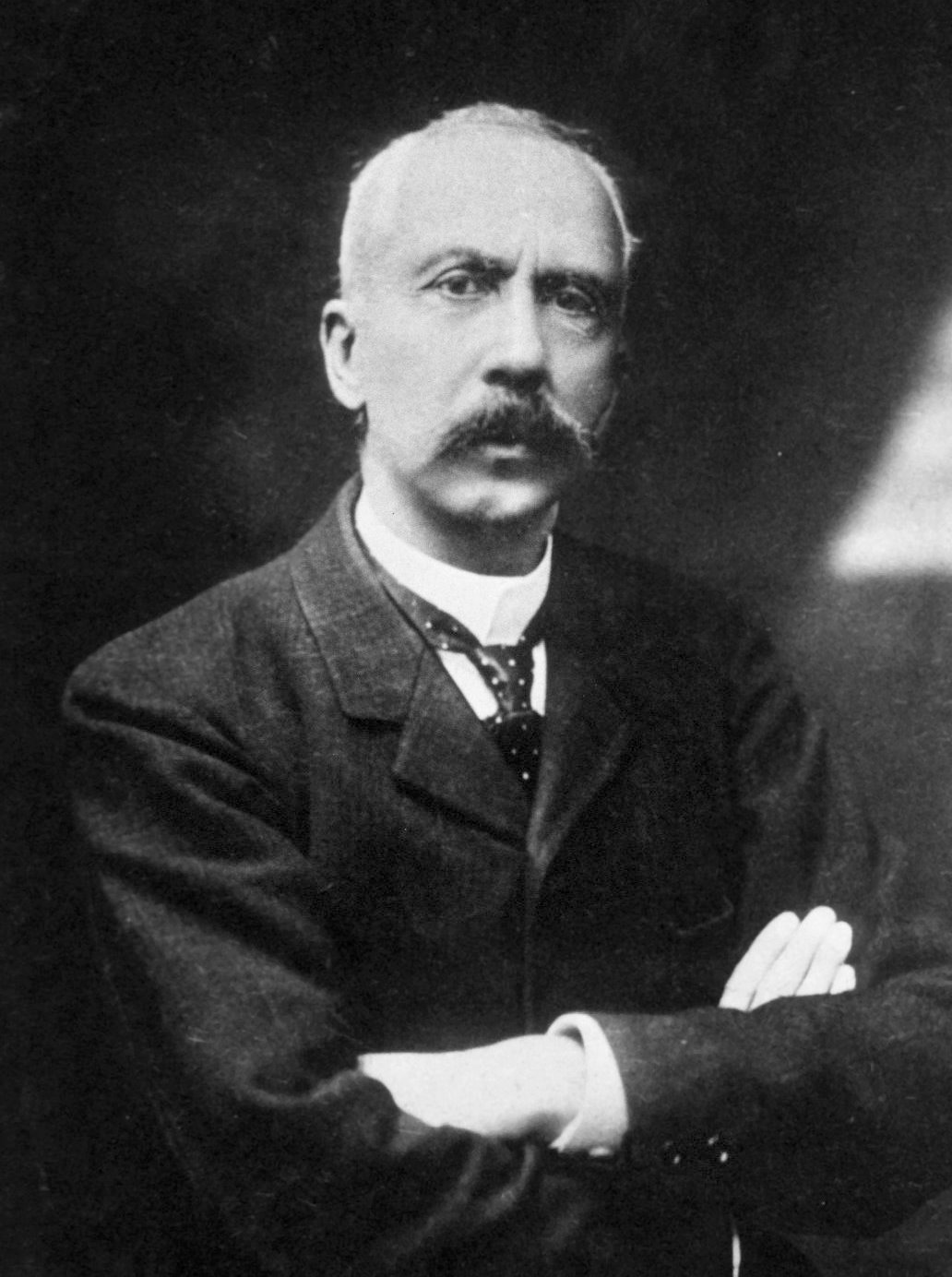
Charles Richet, prix Nobel de médecine 1913 et président de la Société française d'eugénisme de 1920 à 1926.

Dès l’origine, l’eugénisme de Galton est imprégné du racisme de son promoteur, dont les préjugés initiaux ont été renforcés par le voyage qu’il a mené en Afrique du Sud en 1850. Racisme et eugénisme se mêlent fréquemment dans les argumentaires des eugénistes conservateurs, en particulier lorsqu’ils abordent la question de l’immigration. Galton, comme beaucoup de ses contemporains, prenait le fait d'être anglais pour un fait racial.
Cette date de 1850 mérite d'être remarquée : en effet, L'Origine des espèces ne paraîtra qu'en 1859, et ne peut donc avoir eu la moindre influence sur ce point de vue.
Au début du XXe siècle, la préoccupation de « détérioration nationale » se renforce avec la mise en place d’outils statistiques de mesure des conscrits. Sur la base de ces chiffres, on conclut régulièrement à une dégénérescence physique et intellectuelle de la population. On s’inquiète particulièrement des différences de fécondité entre les « races nordiques » et les nouveaux migrants venus de l’est. La peur de la fécondité des classes populaires s’accompagne ainsi régulièrement d’inquiétudes concernant celle des migrants catholiques irlandais et juifs polonais, russes et allemands, qui alimentent un antisémitisme latent, mais seront également un des éléments plus tard de la guerre civile d'Irlande du Nord.
Aux États-Unis la préoccupation est plus forte encore et aboutira à une limitation sévère de l’immigration. Les eugénistes sont à la pointe du combat pour une législation anti-immigration. Pour le célèbre économiste Irving Fisher la focalisation de la société sur les questions migratoires « était une occasion rêvée pour amener les gens à s’intéresser à l’eugénisme ».
Situé dans une perspective plus vaste que la simple proclamation du devoir de défense de la « pureté de la race », le projet de nombreux eugénistes était d’améliorer les capacités de l’humanité dans son ensemble. Pour Charles Richet, le prix Nobel français de médecine de 1913, « lorsqu’il s’agira de la race jaune, et, à plus forte raison, de la race noire, pour conserver, et surtout pour augmenter notre puissance mentale, il faudra pratiquer non plus la sélection individuelle comme avec nos frères les blancs, mais la sélection spécifique, en écartant résolument tout mélange avec les races inférieures ». Il faut ainsi qu’une autorité conduise l’« élimination des races inférieures » puis celle des « anormaux ».
Le régime nazi consommera tragiquement les noces du racisme et de l’eugénisme, en s’attaquant avec ses lois de stérilisation aux Noirs nés de l’occupation de la Ruhr par les troupes coloniales françaises en 1923 (un épisode dénoncé comme la Honte noire avant même l’avènement du nazisme) puis en appliquant méthodiquement le programme d’élimination des « races inférieures » aux Juifs et aux Tsiganes ; en Allemagne un concept raciste avait été introduit par un médecin, l'hygiène raciale, dès le début du siècle.
Le sociologue allemand Théo Welfringer a d'ailleurs souligné les liens étroits entre ces deux doctrines à cette période de l'histoire : « L'eugénisme, c'est un racisme médical »[source insuffisante].

#### Dimensions hygiénistes et esthétiques
L’eugénisme s’accorda aussi largement avec le dégoût pour le désordre, la saleté et la matérialité organique qui accompagna le développement des courants hygiénistes dans les sociétés occidentales. L’obsession pour le culte du corps parfait qui s’incarna dans la construction de stéréotypes nationaux virils constitua un des aspects de ce rapport renouvelé au corps. Le nazisme envisagea même de porter ce principe à son extrémité, en réfléchissant à une législation qui conduirait à l’élimination des prisonniers de droit commun les plus laids.

## Mouvement eugéniste

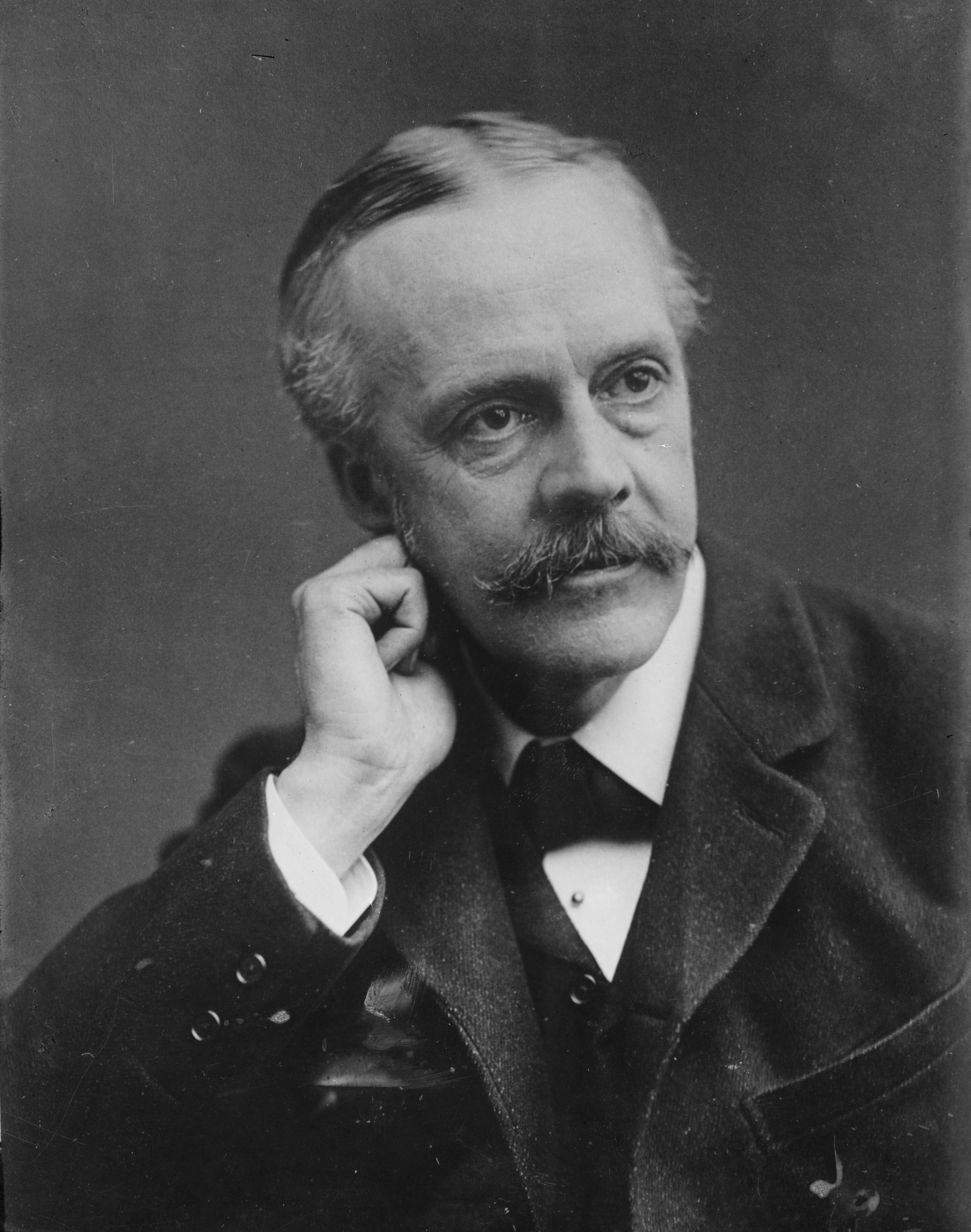
Arthur Balfour, prononça le discours d'ouverture du Ier congrès international d’eugénisme en 1912.

Loin de se cantonner à un petit cercle de croyants ou de scientifiques marginaux, la doctrine eugéniste s’est progressivement répandue dans le grand public. Au début du XXe siècle, le mot « eugénisme » devint d’usage courant (on parlait ainsi de « mariage eugénique ») et les manifestations et rassemblements visant à promouvoir la doctrine rencontrèrent de larges échos. Galton lui-même fut anobli en 1909 et reçut en 1910 la très prestigieuse médaille Copley décernée par la Royal Society. Il est le premier organisateur d’un mouvement qui devint rapidement international. En 1912, se tint ainsi à Londres le Ier congrès international d’eugénisme dont le discours d’ouverture fut assuré par l’ancien Premier ministre Arthur Balfour.

### Principaux débats

#### Législation ou éducation
Si le principe général de l’eugénisme était fixé — il s’agissait d’améliorer génétiquement l’espèce humaine grâce aux progrès de la science —, de nombreuses questions se posèrent quant à son application concrète. Le mouvement eugéniste hésita, à l’image de Galton, entre deux possibilités : l’intervention de l'État et l’éducation des masses. Galton pensait originellement que le programme eugéniste devait s’appuyer sur la libre volonté des personnes et que seule l’inculcation d’un « mode de pensée » eugéniste pouvait avoir des effets durables. Il s’agissait d’ancrer dans les esprits une nouvelle manière de voir le monde qui devait mettre l’eugénisme au premier rang des préoccupations humaines. Plus tardivement, la position de Galton et celle d’une grande partie des eugénistes conservateurs évolua. L’intervention de l’État, concernant notamment les cas considérés comme les plus graves, devint une de leurs principales revendications. Même ceux qui, se réclamant du darwinisme social, se refusaient à voir l’État intervenir dans la vie sociale et économique estimèrent indispensable de s’écarter sur ce point de la doctrine du « laissez-faire » pour adopter des mesures de « sélection artificielle ».

#### Eugénisme «négatif» et «positif»
Les eugénistes se divisaient aussi sur la question des moyens à mettre en œuvre pour parvenir à leur but. Les partisans d’un « eugénisme négatif » comptaient améliorer l’être humain en éliminant les gènes indésirables de la population : la restriction du mariage, la stérilisation, voire l’élimination physique des individus porteurs des gènes indésirables furent les options défendues par l'« eugénisme négatif ». L'« eugénisme positif » comptait quant à lui améliorer l’espèce en stimulant la reproduction des individus dont le potentiel génétique lui apparaissait comme le plus élevé. Il militait par exemple pour la mise en place d’incitations financières devant favoriser la procréation des classes favorisées ou des individus jugés conformes aux canons physiques et moraux. Les eugénistes réformistes ou marxistes entendaient pour leur part lever les barrières de classes qui empêchaient selon eux les meilleurs éléments de l’humanité de pouvoir unir leur sang. La distinction entre eugénisme positif et négatif n'est pas disjonctive : les deux positions peuvent s'exclure dans un cadre moral, mais se sont parfois aussi combinées dans la pratique.

#### Eugénisme «classique» et «réformiste»
Loin d’être monolithique, le mouvement eugéniste était secoué de débats récurrents concernant les questions du mariage, du divorce ou de la sexualité. La méconnaissance des règles précises de l’hérédité ouvrait par ailleurs de nombreuses controverses au sein même de la communauté scientifique. Les milieux eugénistes qui partageaient les mêmes préoccupations et souvent les mêmes membres étaient logiquement traversés par les mêmes clivages. De manière schématique, on peut avec Daniel Kevles, distinguer deux familles principales d’eugénistes : les eugénistes « classiques » ou conservateurs qui accordent un rôle prépondérant voire exclusif à l’hérédité dans l’explication des phénomènes sociaux. Sur le plan politique, ils sont favorables au maintien de l’ordre social et sexuel. Les eugénistes « réformistes », appartenant aux milieux progressistes ou socialistes, concilient la recherche d’un horizon révolutionnaire ou la défense de revendications féministes et l’avènement d’un « homme nouveau », conçu sur des bases biologiques.

### Royaume-Uni

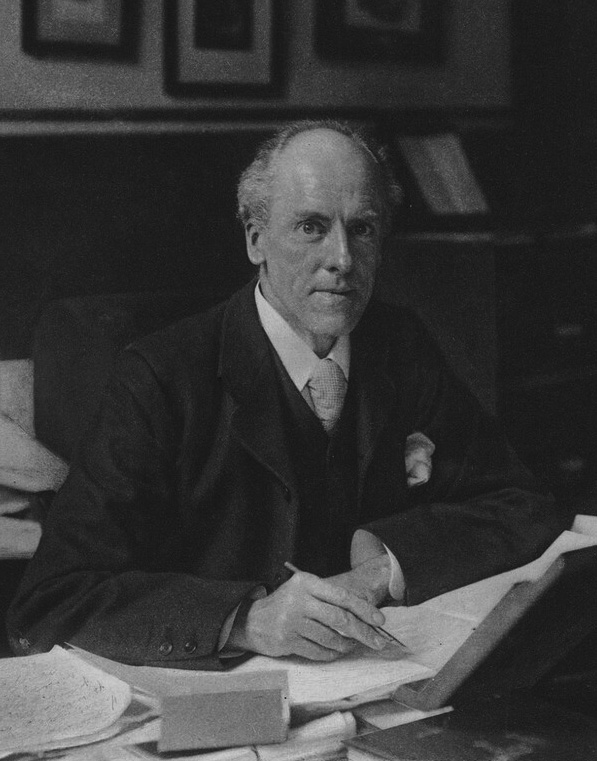
Le statisticien Karl Pearson, principal disciple de Galton et fondateur de la biométrie.

L’eugénisme constitua jusqu’à la Seconde Guerre mondiale un élément incontournable du débat politique britannique : Arthur Balfour, Arthur Neville Chamberlain ou Winston Churchill pour ne citer que des Premiers ministres, défendront des points de vue eugénistes. Churchill proposa en 1911 de déporter 120 000 inadaptés mentaux aux colonies.
Karl Pearson, le principal disciple de Galton continua l’œuvre de son mentor, en s’appuyant sur une approche statistique dont il raffina les méthodes pour en faire une discipline à part entière : la biométrie. Sur le plan scientifique, il participa ainsi à l’émergence de la génétique des populations mais fut progressivement marginalisé par le développement de la génétique mendélienne. Si les travaux de son laboratoire furent régulièrement utilisés par les militants eugénistes, il rechigna tout au long de sa carrière à intervenir directement dans le débat public.
Il n’adhéra ainsi jamais à la Société pour l’éducation eugéniste (Eugenics education society), créée en 1907 et existant toujours aujourd’hui sous le nom d’Institut Galton (Galton Institute). Elle devint la principale association britannique de promotion de l’eugénisme. Francis Galton ne s’y engagea lui-même qu’après de longues hésitations, devenant en 1908 son président honoraire. La société essaima rapidement sur l’ensemble du territoire britannique et compta même une représentation locale en Australie. Si elle n’atteignit jamais la taille d’une organisation de masse — elle ne compta jamais plus de 1 700 adhérents —, elle parvint toutefois à faire entendre sa voix dans le débat public. Sa composition sociale en faisait une organisation fermée mais influente. Majoritairement investie par des scientifiques, des avocats et des notables, elle pouvait se targuer de réunir quelques-uns des noms les plus prestigieux du royaume. De 1911 à 1928, son président fut ainsi le fils de Charles Darwin, Leonard Darwin.
Ses modes d’intervention ont été repris par l’ensemble des organisations similaires, aux États-Unis notamment : la publication d’une revue — l’Eugenics review —, de brochures, la réalisation d’un film et l’organisation de congrès qui traitèrent des principales préoccupations du mouvement (l’hérédité, l’hygiène, le mariage et la sexualité). L’un des effets du mouvement eugéniste fut ainsi paradoxalement de porter sur la place publique des sujets qui en avaient longtemps été exclus par la rigueur morale victorienne. La Société pour l’éducation eugéniste exerça aussi une importante activité de lobbying en organisant des délégations auprès du Parlement du Royaume-Uni sur des sujets comme les lois sur les pauvres, les maladies vénériennes ou le traitement des déficients mentaux. Elle milita notamment pour un internement en asile de ces derniers de façon à les empêcher de procréer. La loi sera votée en 1913, sans toutefois qu’apparaisse explicitement le motif qui sous-tendait la démarche des eugénistes.
Le courant conservateur, dont le principal représentant était Leonard Darwin, était majoritaire au sein de la Société eugéniste. Favorable à la stérilisation et à l’internement des déficients mentaux, les conservateurs militaient sur le plan des mœurs pour la conservation de rôles sociaux sexuellement différenciés, exprimant notamment leur opposition à la contraception, considérée comme une puissante incitation à la débauche. Opposés à l’accès des femmes aux études supérieures, ils considéraient que l’exercice des tâches de direction ne pouvait que les détourner de la fonction procréatrice qui constituait selon eux « leur devoir naturel le plus glorieux ».
Même s’ils étaient minoritaires, les « réformateurs sociaux » participèrent rapidement, parfois même au sein de la Société d’éducation eugéniste, à la promotion de la nouvelle doctrine. Les militants socialistes de la Fabian Society Sidney Webb, George Bernard Shaw ou Havelock Ellis, qui devint même vice-président de la Société eugéniste, défendaient des positions sensiblement différentes des conservateurs. Partisans d’un enseignement des principes eugénistes, ils pensaient, comme Galton, que l’éducation était le meilleur moyen de faire pénétrer les principes eugénistes dans les esprits. Ils s’attachaient surtout à articuler l’eugénisme et la « question féminine ». Pour les réformistes, l’indépendance financière des femmes devait leur permettre de choisir un mari conforme aux préoccupations eugénistes, le contrôle des naissances et la contraception de découpler sexualité et procréation. Enfin, la disparition des classes sociales devait permettre de favoriser une rationalisation des arrangements matrimoniaux, jusqu’ici contrariée par les barrières de classe. « Si leur idéal, dans leur majorité, consistait, à l'instar de Galton, à imaginer une société de castes, certains socialistes pouvaient jouer à l'intérieur de la Société eugénique sur la nécessité d'agir sur l'environnement. C'est ce que firent, par exemple, certains membres de la société fabienne comme Sidney et Béatrice Webb. ».

### États-Unis
En 1922, la Société américaine d’eugénisme (en) (American Eugenics Society) est créée pour coordonner l’action des militants eugénistes américains. Elle comptera des délégations dans 28 États. Comme sa cousine britannique, elle resta une organisation de taille modeste ne dépassant jamais les 1 200 adhérents mais regroupa principalement des scientifiques et des notables. Elle fut ainsi présidée par l’économiste Irving Fisher et financée par John D. Rockefeller. Une des principales revendications des eugénistes américains est la limitation de l’immigration en provenance du sud et de l’est de l’Europe. La Société américaine d’eugénisme se dota ainsi en 1923 d’un « comité sur l’immigration sélective » qui milita, dans la lignée des analyses de Madison Grant, en faveur d’une loi de restriction permanente de l’immigration. Elle est proposée dans un contexte de forte xénophobie et vise les immigrants d'Europe orientale et méridionale comme les Juifs issus des pays slaves, les Italiens, les Grecs, les Slaves et les Asiatiques,.
De nos jours, le mouvement eugéniste aux États-Unis a repris autour de différentes figures, souvent fortunées et proches des idées libertariennes, comme Jeffrey Epstein, Sam Altman, Elon Musk ou encore Simone et Malcolm Collins. Ces derniers, créateurs de l’association Pronatalist.org, promeuvent une politique nataliste eugéniste pour bâtir les « nouvelles classes dominantes ».

### France
En France, la création de la Société française d’eugénique intervient le 29 janvier 1913. Dans les années qui ont précédé sa fondation, les préoccupations eugénistes se sont nourries du discours sur le déclin démographique du pays, alimentées par les plus éminents démographes.
Ce courant de pensée décliniste se montre particulièrement attentif aux débats qui se tiennent outre-Manche sur ces questions. Un comité consultatif français qui réunit 45 personnes est ainsi formé pour participer au premier Congrès international d’eugénisme qui se tient à Londres en 1912. Il inclut, outre des scientifiques, des médecins et des statisticiens, deux hommes politiques à la pointe du mouvement nataliste, Paul Doumer et Paul Strauss. De retour en France, plusieurs participants du Congrès sont convaincus de la nécessité d’organiser leurs forces. À l’appel du statisticien Lucien March, une première réunion se tient le 12 décembre 1912 à l’École de médecine de Paris avant que les statuts de l’association soient finalisés en janvier. La réunion inaugurale réunit 104 personnes dont 64,5 % de médecins.
D'une manière générale en France, l'eugénisme fut surtout un hygiénisme social pasteurien et lamarckiste avec des mesures de nature environnementale et sociale contre la propagation des tares que l'on croyait alors héréditaires : tuberculose, syphilis, la protection des femmes enceintes et des nourrissons, l'éradication de l'alcoolisme.
Ainsi les scientifiques français, encore significativement lamarckistes, sont restés à l'écart du mouvement eugéniste international puisqu'il leur fallait déjà approuver le darwinisme. Le néodarwiniste, Lucien Cuénot, contrairement au reste du monde néodarwiniste minimise par exemple le rôle de la sélection naturelle et propose un mélange des classes sociales et des races pour la vigueur hybride. Cela n'était cependant pas de l'avis de certains membres de l'institut de France comme Charles Richet.
Aujourd'hui, l'article 16-4 du Code civil interdit « toute pratique eugénique tendant à l'organisation de la sélection des personnes ».

### Japon
À la fin du XIXe siècle, les idées eugénistes gagnent l'archipel nippon : certains Japonais, comme le journaliste Takashi Yoshio, proposent alors d'améliorer la "race" japonaise en promouvant les mariages avec des femmes occidentales. D'autres ont pensé pouvoir changer le physique des Japonais en modifiant leur régime alimentaire, jugé pauvre en protéines. En 1896, un médecin élabore une opération de chirurgie esthétique pour débrider les yeux.

## Eugénisme libéral
Les avancées modernes en génétique, génomique et technologies reproductives ont suscité un regain d'intérêt et soulevé de nouvelles questions éthiques concernant le statut de l'eugénisme. L'eugénisme libéral vise à rendre les interventions génétiques moralement acceptables en rejetant les programmes coercitifs de l'État et en reposant sur le choix parental,. Le bioéthicien Nicholas Agar, qui a inventé ce terme, soutient par exemple que l'État ne devrait intervenir que pour interdire les interventions qui limitent de manière excessive la capacité de l'enfant à façonner son propre avenir. Contrairement à l'eugénisme autoritaire, l'eugénisme libéral s'appuie sur des connaissances scientifiques modernes en génomique pour permettre des choix parentaux éclairés visant à améliorer le bien-être. Julien Savulescu soutient en outre que certaines pratiques eugéniques, telles que le dépistage prénatal de la trisomie 21, sont déjà largement répandues sans être qualifiées d'eugénisme, car elles augmentent la liberté plutôt que de la restreindre.
Les opposants affirment que l'eugénisme libéral met en péril les valeurs humaines et l'égalité entre les individus. Ils lui reprochent aussi de considérer la vie des handicapés comme moins désirables.

## Lois eugénistes
L’influence du mouvement eugéniste sur la législation s’est traduite dans trois domaines principaux : la mise en place de programmes de stérilisation contrainte, le durcissement de l’encadrement juridique du mariage et la restriction de l’immigration, qui constitue un de ses principaux champs d’intervention aux États-Unis.

### Pays occidentaux
Le premier pays à adopter une législation eugéniste fut les États-Unis où ce type de dispositions relève de la compétence des États. En 1907, l’État d’Indiana autorise la stérilisation de certains types de criminels et de malades. Il est suivi en 1909 par la Californie, le Connecticut et l’État de Washington. En 1917, quinze États avaient voté des dispositifs de ce type ; ils étaient trente-trois en 1950. Les criminels récidivistes, les violeurs, divers types de malades — les épileptiques, les malades mentaux, les idiots — et parfois les alcooliques et les toxicomanes étaient visés par ces lois de stérilisation. Des stérilisations furent encore pratiquées dans l'État de la Virginie jusqu'en 1972.
Pendant l’entre-deux-guerres, plusieurs États européens votent à leur tour des textes similaires : la Suisse en 1928, le Danemark en 1929, la Norvège et l’Allemagne en 1934, la Finlande et la Suède en 1935, l'Estonie en 1937. La plupart des pays protestants furent touchés, à l'exception notable de la Grande-Bretagne, où cette revendication fut toutefois portée par une partie du mouvement eugéniste.

#### Allemagne nazie
Avant même l'arrivée d'Adolf Hitler au pouvoir, une majorité de scientifiques et une large partie de la classe politique allemande étaient favorables à l’eugénisme. Une politique eugéniste propre à l'Allemagne nazie, qui s’insère dans un programme plus vaste que l’on peut qualifier d’« eugénico-raciste » est mise en place dès 1933. Basée sur des techniques à prétention scientifiques et organisée par l'administration, elle est définie par un ensemble de lois et de décrets dont les objectifs consistent :
- d'une part à favoriser la fécondité des humains considérés comme supérieurs (politique nataliste, soutien familial, pouponnières, lebensborn…) ;
- d'autre part à prévenir la reproduction des humains considérés comme inférieurs et socialement indésirables (les criminels, handicapés physiques ou mentaux, homosexuels, sourds et aveugles de naissance, alcooliques sévères, etc.) ou racialement « impurs » (Juifs, Tziganes, Noirs ou Slaves) ; tous les patients hospitalisés depuis au moins cinq ans.

L'Allemagne a ainsi durci la législation contre l’avortement pour les femmes considérées comme supérieures, alors que dans le même temps la circulaire secrète de 1934 aux Offices de la santé du peuple autorisait l'avortement pour les femmes si une « descendance héréditairement malade » était considérée comme prévisible. Le décret secret du 19 novembre 1940 a été plus loin en rendant obligatoire l'avortement pour les femmes « inférieures ».
La loi du 14 juillet 1933 portant sur la stérilisation eugénique est rédigée à l'aide de la participation active du médecin et haut fonctionnaire Arthur Gütt, du juriste Falk Ruttke et du psychiatre suisse Ernst Rüdin. Cette loi qui entre en vigueur le 1er janvier 1934 impose la stérilisation obligatoire pour les malades atteints de neuf maladies considérées comme héréditaires ou congénitales (cécité, alcoolisme, schizophrénie…), ainsi que, par décision expresse d'Hitler, pour les enfants métis dits « bâtards de Rhénanie ». Ces stérilisations ont fait l'objet d'un quasi consensus dans la communauté médicale allemande. On estime qu’environ 400 000 personnes ont été stérilisées entre 1934 et 1945, en incluant les territoires annexés par l’Allemagne après 1937 où la loi fut aussi appliquée.
L'homosexualité, considérée par le pouvoir nazi et la très grande majorité des médecins et psychiatres de l’époque comme une « dégénérescence pathologique héréditaire », a fait l’objet d’une législation spécifique. L'Allemagne eugéniste imposait aux homosexuels de choisir entre la castration volontaire ou la détention en camp de concentration.
Les assassinats de masse commis dans le cadre de l’Aktion T4, la mission génocidaire des Einsatzgruppen ainsi que la création des Centres d'extermination nazis peuvent être vus comme une extension de la politique eugéniste allemande exacerbé par le régime hitlérien.

#### Reste de l'Europe
La Suède a maintenu un programme eugéniste de 1934 à 1976. On estime que près de 63 000 personnes ont été stérilisées durant les quarante années de ce programme. Les femmes ayant purgé une peine de prison, les alcooliques, les malades mentaux, les « socialement inadaptés » et ceux qui étaient de différentes « races » étaient en particulier visés. Fin août 1997, le quotidien suédois Dagens Nyheter révèle ces pratiques au grand public.
Le canton suisse de Vaud adopte une loi de stérilisation en 1928 qui n'est abolie qu'en 1985. La mesure est reprise au Danemark en 1929, en Norvège en 1934, en Finlande en 1935, en Estonie en 1936, en Islande en 1938.

### Asie

#### Japon Shōwa
Lors de la phase de l'expansionnisme du Japon Shōwa, les gouvernements nippons successifs mirent en place des mesures visant la stérilisation des handicapés mentaux et des « déviants », dont notamment une Loi nationale sur l'Eugénisme, promulguée en 1940 par le gouvernement Konoe.
En vertu de la Loi Eugénique de Protection (1948), la stérilisation pouvait être imposée aux criminels « avec des prédispositions génétiques au crime », aux patients souffrant de maladies génétiques comme l'hémophilie, l'albinisme, l'ichtyose, et de maladies mentales comme la schizophrénie, la maniaco-dépression et l'épilepsie.
D'autre part, les Lois sur la Prévention de la Lèpre de 1907, 1931 et 1953, la dernière n'étant abolie qu'en 1996, permettaient l'internement des malades dans des sanatoriums où l'avortement et la stérilisation étaient monnaie courante, en raison notamment du fait que bon nombre de scientifiques nippons soutenaient que la constitution physique prédisposant à la lèpre était héréditaire. En vertu de l'ordonnance coloniale coréenne de prévention de la lèpre, les malades coréens pouvaient aussi être soumis à des travaux forcés.

#### Japon après la catastrophe nucléaire de Fukushima
Après la catastrophe nucléaire de Fukushima, des avortements systématiques sont imposés aux femmes dont les enfants semblent subir des modifications génétiques liées aux radiations.
Si pour l'Institut de radioprotection et de sûreté nucléaire français, le taux de fausse couche et d'avortement n'a pas augmenté de façon significative, pour l'Organisation mondiale de la santé de février 2013, une augmentation des cancers a été notée chez certaines catégories de la population dans la préfecture de Fukushima. Une augmentation notable de l'iode 131 après l'accident a participé aux craintes des autorités sanitaires. Un déclin du taux de naissance, lié aux avortements spontanés a été observé au Japon dès les 9 mois ayant suivi la catastrophe, avec un déclin de 15,1 % dans la préfecture de Fukushima et de 4,7 % dans l'ensemble du Japon. Une augmentation des avortements avait également été constatée en Ukraine après la catastrophe nucléaire de Tchernobyl.

#### Corée du Nord
Selon le rapport publié en avril 2009 par l'Institut coréen pour l'unification nationale, le gouvernement de la Corée du Nord pratique également l'eugénisme : les personnes de petite taille devaient subir une vasectomie et être mis en quarantaine et dans les années 1980, des opérations contraceptives se pratiquaient aussi sur des femmes de moins de 1,50 mètre.
Dans la bande dessinée Pyongyang, Guy Delisle remarque l'absence totale de handicapés, alors que le guide affirme qu'il n'y en a pas dans la « race coréenne ».
L'ONU remarque en 2006 que les handicapés mentaux sont envoyés dans des camps de concentration.

#### Chine
La Chine et Singapour se sont dotés à la fin du XXe siècle d'une loi eugéniste, « la loi pour la protection de la mère et de l'enfant », destinée à « améliorer la qualité de la population ». Entrée en vigueur le 1er juin 1995, elle impose un examen prénuptial et prévoit que les porteurs d'une maladie infectieuse, d'un trouble mental ou de maladies génétiques pourront se voir interdire le droit d'avoir un enfant. Ils devront s'engager à une « stérilisation », une « contraception de longue durée » ou à se faire avorter en cas de grossesse. Sinon, il leur sera interdit de se marier.
Cette politique d'eugénisme franchement affirmée vise à favoriser les naissances dans les milieux urbains aisés et à les limiter dans les milieux ruraux défavorisés. Les experts locaux ont précisé que « des ressources humaines de qualité » étaient nécessaires à la modernisation du pays mais que les tendances présentes laissaient présager une « qualité de population moindre » ».
La politique de l'enfant unique et celle du wan xi shao, mises en place par les autorités chinoises dans les années 1970, répondaient au risque de voir le pays sombrer dans une catastrophe démographique. D'après les estimations officielles, en trois décennies, environ quatre cents millions de naissances ont été évitées[réf. nécessaire].
La Chine a lancé début 2013 un grand programme de séquençage de l'ADN des surdoués. Deux mille deux cents individus porteurs d'un quotient intellectuel au moins égal à 160 vont être séquencés. Ce programme sera réalisé par le Beijing Genomics Institute (BGI), qui est le plus important centre de séquençage de l'ADN du monde. L'objectif du gouvernement chinois est de déterminer les variants génétiques favorisant l'intelligence, en comparant le génome des surdoués à celui d'individus à QI moyen afin de sélectionner les embryons disposant du meilleur patrimoine neurogénétique.

#### Singapour
Singapour a mis en œuvre dans la première moitié des années 1980 une politique incitative visant à favoriser les naissances dans les milieux aisés et à les limiter dans les milieux modestes. En 1983, le Graduate Mums Scheme entend favoriser la fertilité des femmes diplômées, notamment par le biais de réduction d’impôts au-delà du troisième enfant. Ce premier dispositif s’est accompagné en 1984 d’une politique d’incitation à la stérilisation pour les femmes de moins de 30 ans dont le revenu est inférieur à 1 500 dollars, sous la forme d’une prime de 10 000 dollars. Fortement critiqué, le Graduate Mums Scheme a été abandonné en 1985, tandis que le second volet de cette politique n’a jamais rencontré d’échos significatifs auprès de la population.

### Amérique

#### Pérou
En 1995, le dictateur péruvien Alberto Fujimori lance un plan de stérilisation des Amérindiennes.

### Législations concernant le mariage
Aux États-Unis, l’influence du mouvement eugéniste a aussi conduit à une évolution de la législation concernant le mariage dans une trentaine d'États : les nouvelles lois annulaient le mariage des idiots ou des malades mentaux et restreignaient le droit au mariage des individus atteints de maladies vénériennes, parfois même des alcooliques comme dans l’Indiana.
Le contrôle des mariages fut un des terrains d’intervention principaux des eugénistes français. L’examen prénuptial, institué par le régime de Vichy avec la loi du 16 décembre 1942, est la seule disposition juridique française s’étant explicitement réclamée d’un objectif « eugénique ». Il est resté obligatoire jusqu’au 1er janvier 2008.

### Législation de l'Union européenne
L'Union européenne a aussi interdit l'eugénisme avec sa Charte des droits fondamentaux de l'Union européenne adoptée en 2000, affirmant l'interdiction des pratiques eugéniques, notamment celles qui ont pour but la sélection des personnes.

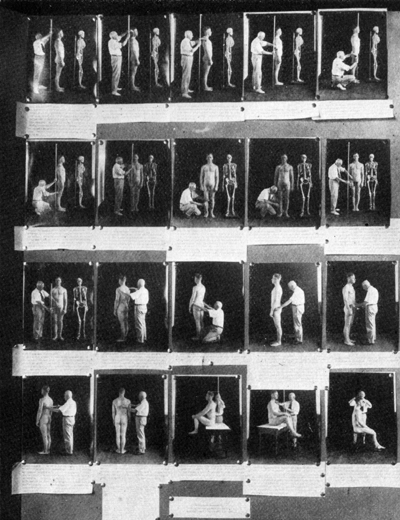
Anthropométrie

### Église catholique
Dans l'entre-deux-guerres, alors que plusieurs pays protestants européens, le Japon, l'URSS ou encore le Canada, lancent des programmes de stérilisation forcée, l'Église catholique condamne officiellement l'eugénisme en 1935.

### Ouvrages généraux
- (en) William Schneider, Quality and Quantity, The quest for biological regeneration in twentieth-Century France, Cambridge, Cambridge University Press, 1990, 392 p. (ISBN 0-521-37498-7)
- Mark B. Adams, The wellborn science : eugenics in Germany, France, Brazil and Russia, Oxford university press, Oxford, 1990
- Catherine Bachelard-Jobard (préf. Pierre-André Taguieff), L'eugénisme, la science et le droit, Presses universitaires de France, Paris, 2001
- Aaron Gillette, Eugenics and the nature-nurture debate in the twentieth century, Palgrave Macmillan, New York, 2007
- Dominique Aubert-Marson, Histoire de l'eugénisme, Éllipses, Paris, 355p., 2010
- Daniel J. Kevles, Au nom de l'eugénisme : génétique et politique dans le monde anglo-saxon, Presses universitaires de France, Paris, 1995
- André Pichot, La Société pure. De Darwin à Hitler, Flammarion, Paris, 2000
- André Pichot, L'Eugénisme ou les généticiens saisis par la philanthropie, Hatier, Paris, 1995
- Jean Sutter, « L’Eugénique, problème, méthodes, résultats », Cahier de l'Institut national d'études démographiques, Travaux et Documents, cahier no 11, 1950
- Jean-Paul Thomas, Les fondements de l'eugénisme, Paris : Presses universitaires de France, 1995, Que sais-je ? ; 2953
- Jean Laffitte, Ignacio Carrasco de Paula (dir.), La génétique, au risque de l'eugénisme ?, Edifa-Mame, Paris, 2010.
- Paul-André Rosental, Destins de l'eugénisme, Paris, Seuil, 21 janvier 2016, 576 p.

### Eugénisme pré-galtonien
- François-Xavier Ajavon, L'Eugénisme de Platon, L'Harmattan, Paris, 2002
- Hans F. K. Günther, Platon Eugéniste et vitaliste, Pardès, Puiseaux, 1987

### Par pays

#### Afrique du Sud
- Susanne M. Klausen, Race, maternity, and the politics of birth control in South Africa, 1910-39, Palgrave Macmillan, New York, 2004

#### Allemagne
- Christoph Beck, Sozialdarwinismus, Rassenhygiene, Zwangssterilisation und Vernichtung "lebensunwerten" Lebens : eine Bibliographie zum Umgang mit behinderten Menschen im "Dritten Reich" - und heute, Psychiatrie-Verl., Bonn, 1995
- Peter Emil Becker, Zur Geschichte der Rassenhygiene : Wege ins Dritte Reich, G. Thieme, Stuttgart, 1988
- Heather Pringle, Opération Ahnenerbe : comment Himmler mit la pseudo-science au service de la Solution finale, Presses de la Cité, Paris, 2007
- Robert N. Proctor, Racial hygiene : medicine under the Nazis, Harvard university press, Cambridge (Mass.), 1988
- Ingrid Richter, Katholizismus und Eugenik in der Weimarer Republik und im Dritten Reich : zwischen Sittlichkeitsreform und Rassenhygiene, F. Schöning, Paderborn ; München ; Wien, 2001
- Paul Weindling, Hygiène raciale et eugénisme médical en Allemagne, 1870-1932, La Découverte, Paris, 1998 ; préf. de Benoît Massin
- Richard Weikart, From Darwin to Hitler : evolutionary ethics, eugenics, and racism in Germany, Palgrave Macmillan, New York, 2004
- Peter Weingart, Jürgen Kroll, Kurt Bayertz, Rasse, Blut und Gene. Geschichte der Eugenik und Rassenhygiene in Deutschland, Francfort, 2001,  (ISBN 3-518-28622-6)

#### Danemark
- Lene Koch, Racehygiejne i Danmark 1920-56, Gyldendal, Copenhague, 1996

#### France
- Anne Carol, Histoire de l'eugénisme en France. Les médecins et la procréation XIXe – XXe siècles, Seuil, coll. « L'Univers historique », Paris, 1995
- Andrés Horacio Reggiani, God's eugenicist : Alexis Carrel and the sociobiology of decline, Berghahn Books, New York, 2006
- Anne-Laure Simonnot (préf. Jean-Paul Liauzu), Hygiénisme et eugénisme au XXe siècle à travers la psychiatrie française, S. Arslan, Paris, 1999
- Henri Decugis, Le Destin des races blanches, préface d'André Siegfried, Librairie de France, 1935

#### Royaume-Uni
- Groupe de Recherche sur l'Eugénisme et le Racisme, trois volumes chez Syllepse (2000 à 2002), quatorze volumes chez l'Harmattan (2003 à 2015), principalement sur la Grande-Bretagne mais aussi sur les États-Unis, sous la direction de Michel Prum (université Paris Diderot).

#### Italie
- Claudia Mantovani, Rigenerare la società : l'eugenetica in Italia dalle origini agli anni Trenta, Rubbettino, Soveria Mannelli, 2004

### Débats contemporains
- Bernard Debré, La revanche du serpent ou la fin de l'homo sapiens, Le Cherche-Midi, Paris, 2005.
- Troy Duster (introd. Pierre Bourdieu), Retour à l'eugénisme, Ed. Kimé, Paris 1992.
- Jürgen Habermas, L'Avenir de la nature humaine. Vers un eugénisme libéral ?, Gallimard, Paris, 2002.
- Albert Jacquard, Éloge de la différence (La génétique et les hommes), coll. « Point Sciences », 1981.
- Jean-Luc Lambert, La nouvelle tentation eugénique, Ed. des sentiers, Lausanne, 1997.
- Jean-Noël Missa et Charles Suzanne (dir.), De l'eugénisme d'État à l'eugénisme privé, De Boeck université, Bruxelles, 1999.
- Jean Rostand, Peut-on améliorer l’homme ?, Gallimard, Paris, 1956.
- Pierre-Andre Taguieff, « L'eugénisme, objet de phobie idéologique: lectures françaises récentes », Esprit, 156, novembre 1989, p. 99-115.
- Pierre-Andre Taguieff, « Sur l'eugénisme : du fantasme au débat », Pouvoirs, 56, 1991, p. 23-64.
- Jacques Testart, Des hommes probables, Le Seuil, Paris, 1999.
- Richard Lynn, Eugenics, a reassessment, Praeger, 2001.
- Pierre Roubertoux, Existe-t-il des gènes du comportement, Odile Jacob, Paris, 2004.
- Jean Gayon, « Eugénisme », dans Dominique Lecourt (dir.), Dictionnaire de la pensée médicale, Paris, Quadrige / PUF, 2004,  (ISBN 2-13-053960-2), p. 450-457.

#### Concepts liés
- Blut und Boden
- Capacitisme
- Darwinisme social
- Théorie de la dégénérescence
- Dysgénisme
- Eugénisme libéral
- Héritage (biologie)
- Hominisation
- Hygiène raciale
- Néomalthusianisme
- Orthogénie
- Race supérieure
- Stérilisation contrainte

#### Personnalités liées
- Alexis Carrel
- Charles-Augustin Vandermonde

#### Contextes particuliers
- Eugénisme en France
- Eugénisme sous le Troisième Reich
- Eugénisme aux États-Unis
- Théorie du sang pur en Corée
- Eugénisme au Japon